# Cals College

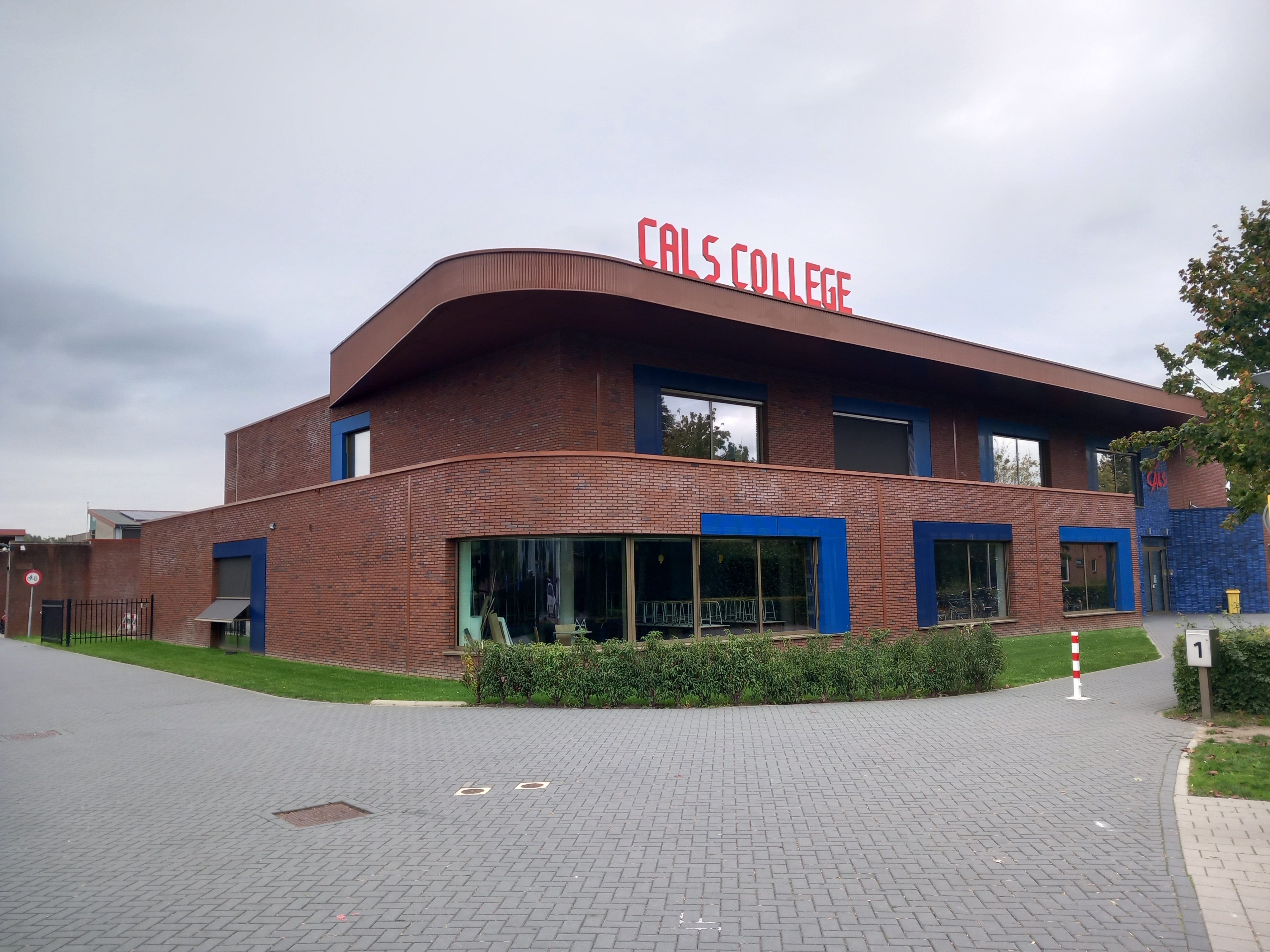
Cals College in IJsselstein

Het Cals College is een school voor voortgezet onderwijs in de Nederlandse provincie Utrecht, die zich typeert als een open katholieke school.
Het Cals College heeft een vestiging in Nieuwegein, waar havo, atheneum, gymnasium en technasium kan worden gevolgd, en een vestiging in IJsselstein, die vmbo-bbl, vmbo-kbl , mavo, havo en vwo biedt. Tevens hebben zij een grote LWOO afdeling waar leerlingen met diverse leerachterstanden terecht kunnen. Er is een tweejarige onderbouw.
De school maakt deel uit van HIJN scholengroep, waar ook de Houtense scholen Houtens en College de Heemlanden onder vallen. 

## Cals College Nieuwegein
Het Cals College Nieuwegein ligt aan de Vreeswijksestraatweg in de gemeente Nieuwegein. Het Cals College Nieuwegein biedt onderwijs op het niveau van havo, atheneum en gymnasium. Ook biedt het Cals College Nieuwegein tweetalig onderwijs op het niveau van havo, atheneum en gymnasium.
Leerlingen die havo of atheneum volgen kunnen kiezen of ze technasium of CKV (Culturele en Kunstzinnige Vorming) als vak erbij nemen. Leerlingen die het niveau gymnasium of tweetalig onderwijs volgen krijgen CKV (Culturele en Kunstzinnige Vorming) als vak erbij.
Het Cals College Nieuwegein telt in het schooljaar 2021-2022, 2.209 leerlingen. 

## Cals College IJsselstein
Het Cals College IJsselstein ligt aan de Hoge Dijk in de gemeente IJsselstein. Het Cals College IJsselstein biedt onderwijs aan in de basisberoepsgerichte leerweg, de kaderberoeps-gerichte leerweg en op het niveau van mavo, havo en atheneum.
Leerlingen die havo of atheneum volgen kunnen kiezen of ze technasium als vak erbij nemen. Het is niet mogelijk om technasium als vak erbij te nemen op andere niveaus. Het Cals College IJsselstein telt in het schooljaar 2021-2022, 938 leerlingen.

## Technasium
Het Cals College Nieuwegein biedt het vak Onderzoek & Ontwerpen (Technasium) aan, dat is gericht op praktijkopdrachten. Deze opdrachten hebben een technische, natuurwetenschappelijke basis.

## Bèta Challenge
Op 13 september 2018 ontving het Cals College IJsselstein de Bèta Challenge plaquette. Het Bèta Challenge programma is opgezet als voorbereiding op een vervolgstudie in de richtingen techniek en technologie. Het programma laat leerlingen praktijkkennis opdoen in groepsverband.

## Naamgever Cals College
Het Cals College is vernoemd naar de oud-minister van Onderwijs en Wetenschappen Jo Cals (1914-1971). Als minister van Onderwijs was hij verantwoordelijk voor de invoering van de zogenaamde Mammoetwet, die op 1 augustus 1968 inging. Deze wet betekende een herstructurering van het voortgezet onderwijs, waardoor een goede doorstroming tussen schoolsoort mogelijk werd. Daarmee kwam een einde aan de oude Mulo, alsook aan de opleidingen mms en hbs. 
Op 12 december 1975 is het Cals College Nieuwegein officieel geopend door mevrouw Cals-van der Heijden, de weduwe van de vroegere onderwijsminister. Het Cals College IJsselstein is in 1997 officieel geopend door Karin Adelmund, staatssecretaris van het ministerie van Onderwijs, Cultuur en Wetenschap, in aanwezigheid van Noud Cals, zoon van de naamgever.